# Le Grand (Iowa)
Le Grand é uma cidade localizada no estado americano de Iowa, no Condado de Marshall e Condado de Tama.

## Demografia
Segundo o censo americano de 2000, a sua população era de 883 habitantes.
Em 2006, foi estimada uma população de 970, um aumento de 87 (9.9%).

## Geografia
De acordo com o United States Census Bureau tem uma área de
2,7 km², dos quais 2,7 km² cobertos por terra e 0,0 km² cobertos por água. Le Grand localiza-se a aproximadamente 284 m acima do nível do mar.

## Localidades na vizinhança
O diagrama seguinte representa as localidades num raio de 16 km ao redor de Le Grand.